# Tugendbrunnen (Bückeburg)

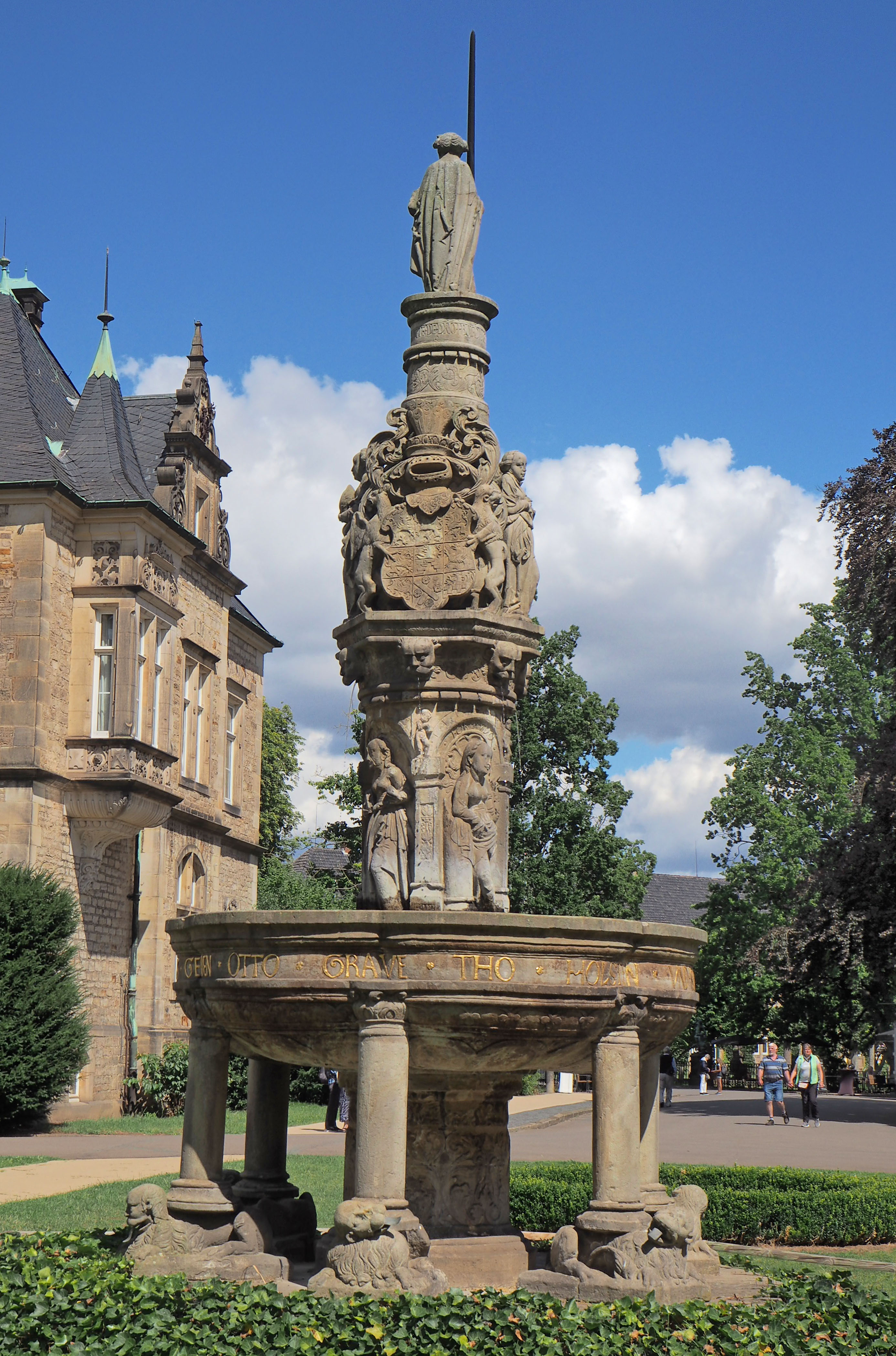
Der Brunnen im Zentrum des Schlossvorhofs

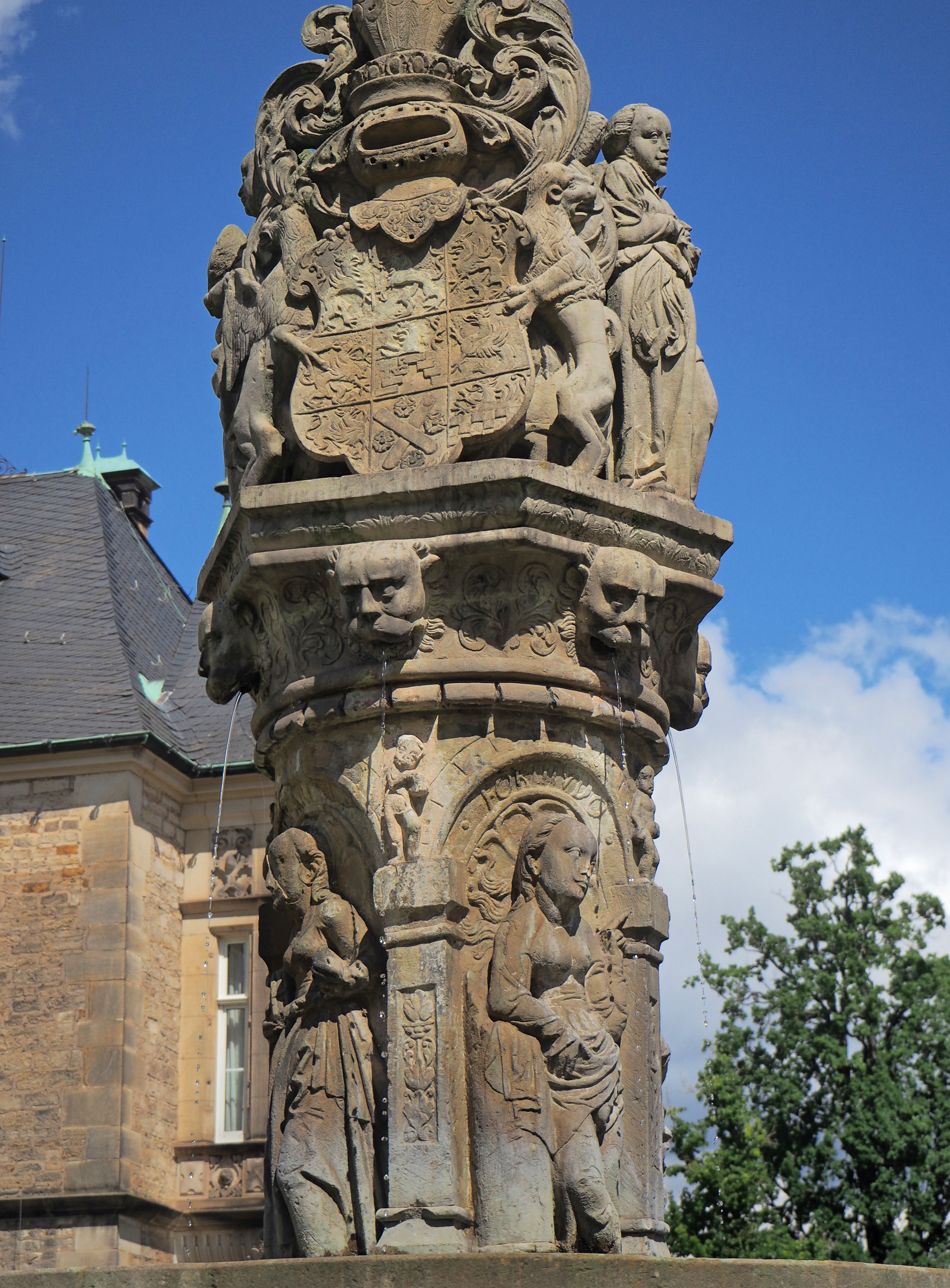
Untere und mittlere Ebene des Brunnenschafts

Der sogenannte Tugendbrunnen steht  im Zentrum des Vorhofs von Schloss Bückeburg. Er besteht aus Sandstein und datiert aus der Zeit der Renaissance. Als Bildhauer wird Jasper Robin angeführt. Thorsten Albrecht gelang es, die auf dem Brunnen angeführten Initialen IR dem Mindener Bildhauer zuzuweisen.

## Geschichtliches
Der Brunnen wurde 1552 im Auftrag von Graf Ottos IV. von Holstein-Schaumburg geschaffen. Er stand zunächst im Schlosshof der damaligen Residenzstadt Stadthagen. Erst 1921 wurde er nach Bückeburg versetzt. Hintergrund ist die Abschaffung der Adelsherrschaft nach dem Ersten Weltkrieg. Der 1919 entstandene Freistaat Schaumburg-Lippe hatte die Eigentumsverhältnisse im Domanialteilungsvertrag neu geregelt: Bückeburg blieb fürstlicher Privatbesitz, das Stadthagener Schloss wurde öffentliches Eigentum. Adolf II., der letzte regierende Fürst zu Schaumburg-Lippe, ließ  daraufhin das Kunstwerk nach Bückeburg schaffen.

## Gliederung des Brunnens
Der Brunnen gliedert sich in einen Unterbau mit großer Brunnenschale und einen Schaft, bei dem man drei Ebenen unterscheiden kann.

### Die Brunnenschale
Das Becken hat die Form eines Sechspasses. Es wird gestützt von sechs Säulen, deren Basen auf dem Rücken von liegenden Löwenfiguren ruhen. Eine umlaufende Inschrift auf dem Beckenrand lautet:
VON • GODES • GENADEN • OTTO • GRAVE • THO • HOLSTEN + VND • SCHOMBORCH • VND • STERENBARGE • HERE • THO + GEMEN • 1552

### Der Schaft
Aus der Schale erhebt sich der Schaft, in dessen unterer Ebene vier allegorische Figuren erscheinen. Sie symbolisieren die Tugenden Liebe, Tapferkeit, Glaube und Hoffnung. Unter den Bögen über den Figuren findet man die entsprechenden lateinischen Inschriften:
• CHARITAS • / • FORTITVDO • / • FIDES • / • SPES •
In der mittleren Ebene folgt ein sechseckiges Postament mit sechs Löwenköpfen, die als Wasserspeier fungieren. Darüber sind zwei Wappen angeordnet, die jeweils  von einem Löwen und einem Greifen gehalten werden. Das eine ist das Wappen der Familie des Grafen Otto IV, das andere ist das Wappen der Familie von Ottos erster Ehefrau Maria von Pommern-Stettin.
Zwischen den Wappen stehen zwei Figuren, Personifizierungen von Sonne und Mond. Die weibliche Figur an der Südostseite trägt eine Mondscheibe in der linken Hand, die männliche Figur an der Nordwestseite hält eine Sonnenscheibe in den Händen.
In der oberen Ebene erhebt sich eine Säule, die als Krönung die Figur der Justitia mit Schwert und Waage trägt. Die Säule ist mit Rankenwerk geschmückt und zeigt zwischen zwei Wülsten folgende umlaufende Inschrift:
DILIGITE • IVSTICIA(M) • Q(VI) • IVDICATIS • TERRA(M) • SENTITE • DE • D(OMI)NO • I(N)c • BO(NI)T(ATE)
Es besteht Uneinigkeit über die Übersetzung. Sie könnte lauten:
Liebt Gerechtigkeit, die ihr die Erde regiert. Denkt über den Herrn in Aufrichtigkeit.